# 大浜村 (広島県)
大浜村（おおはまむら）は、広島県御調郡にあった村。現在の尾道市の一部にあたる。

## 地理
- 海洋：瀬戸内海
- 島嶼：因島、八重小島[2]

## 歴史
- 1889年（明治22年）4月1日、町村制の施行により、御調郡大浜村が単独で村制施行し、大浜村が発足[1][2]。
- 1894年（明治27年）大浜埼灯台設置[2]。
- 1953年（昭和28年）5月1日、御調郡重井村・中庄村・三庄町・土生町・田熊町、豊田郡東生口村と合併し、市制施行し因島市を新設して廃止された[1][2]。

### 地名の由来
浜の規模が大きいことから。

## 産業
- 農業、海運、製塩[2]